# Caterpillar

Трактор Катерпиллар, буксирующий орудия на фронте ПМВ (1916)

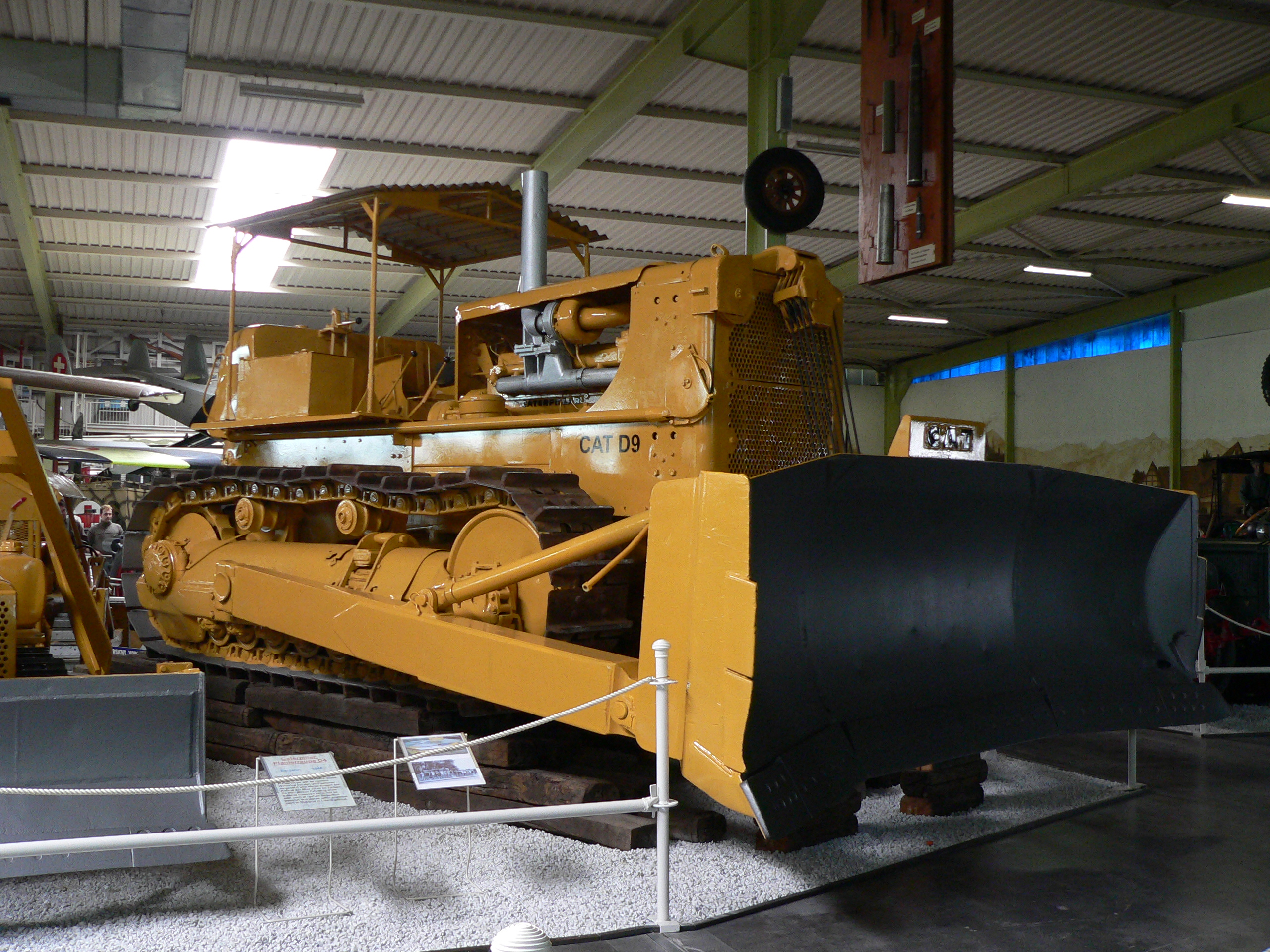
Одна из первых моделей бульдозера Caterpillar D9

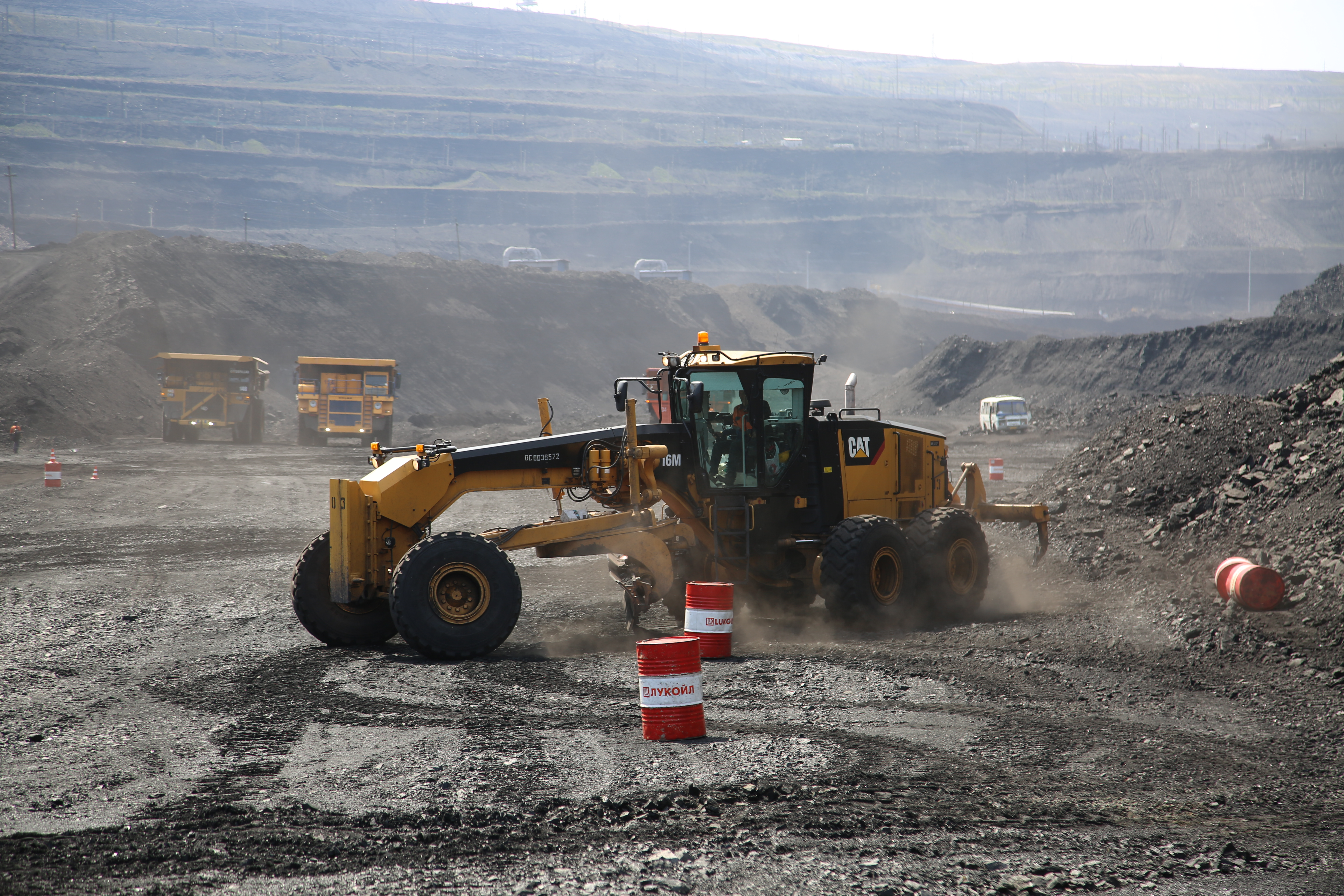
Грейдер Caterpillar во время проведения конкурса «Лучший по профессии» в угольном разрезе «Богатырь» г. Экибастуз (Казахстан)

Caterpillar Inc. ([ˈkætəpɪlə]), «Ка́терпиллар» — американская компания, один из крупнейших мировых производителей строительной и горнодобывающей техники.
Выпускает землеройно-транспортную технику, строительное оборудование, дизельные двигатели, энергетические установки (работающие на природном и попутном газах) и другие продукты. В составе более 480 подразделений, расположенных в 50 странах мира на пяти континентах. Штаб-квартира располагается в Пеории, штат Иллинойс, США.

## История
Основным предшественником компании была Stockton Wheel Company, основанная в 1883 году братьями Чарльзом Генри Холтом и Бенджамином Холтом в Калифорнии. Эта компания специализировалась на производстве сельскохозяйственной техники, в частности в 1886 году начал выпускать зерноуборочные комбайны. В 1904 году компания выпустила свой первый коммерчески успешный трактор на гусеничном ходу, который вскоре начал продаваться под торговой маркой Caterpillar (от англ. caterpillar «гусеница»). В 1908 году компания Холтов купила другого производителя комбайнов, компанию Дэниеля Беста (англ. Daniel Best). Также в этом году начался выпуск тракторов с бензиновым двигателем. В 1909 году был куплен завод в восточной части США, городе Ист Пеория (штат Иллинойс). Потраченные на переоборудование завода средства быстро окупились: уже через два года на нём работали 625 человек, тракторы экспортировались в Канаду, Мексику и Аргентину. Ещё до начала Первой мировой войны тракторы компании Холтов экспортировались в Великобританию, Францию и Россию; во время войны выполнение военных заказов составляло основу деятельности компании.
В 1925 году в результате объединения компании Холтов с одним из основных конкурентов, компанией C.L. Best Gas Tractor, была образована Caterpillar Tractor Company. Её первым председателем правления стал Кларенс Лео Бест (англ. C. L. Best), сын Дэниела Беста. В начале 1930-х штаб-квартира компании и её основные производственные мощности были перенесены в Иллинойс; с 1931 года Caterpillar начала выпускать технику с дизельными двигателями. Во время Второй мировой войны компания занимала 44-е место по объёму военных контрактов.
В 1950 году в Великобритании была основана Caterpillar Tractor Company Ltd., первая зарубежная дочерняя компания. В 1960 году компания начала деятельность в Бразилии. В 1963 году на совместном предприятии Caterpillar и Mitsubishi Heavy Industries, Ltd. начался выпуск техники Caterpillar в Японии. В 1982 году компания впервые со времён Великой депрессии понесла убытки, в 1985 году была начата программа модернизации заводов, которая была завершена в 1993 году и стоила 1,8 млрд долларов. В 1986 году название компании было изменено на Caterpillar Inc. В 1994 году началась рекордная 17-месячная забастовка рабочих на заводах Caterpillar. В 1998 году у британской компании LucasVarity была куплена дочерняя компания по производству дизельных двигателей Perkins Engines. В 2000 году компания построила свой завод в городе Тосно (Ленинградская область, России). Также в 2000 году были куплены заводы в Индии, Австралии, Италии и Великобритании. В 2001 году Caterpillar прекратила выпуск сельскохозяйственной техники.
В апреле 2008 года Caterpillar приобрела канадского производителя тоннелепроходческих комплексов Lovat Inc. за 49 млн долларов. В 2011 году Caterpillar совершил своё крупнейшее приобретение, купив за 8,8 млрд долларов компанию Bucyrus International, после чего он стал крупнейшим производителем одноковшовых экскаваторов.

## Руководство
Джеймс Амплби III (D. James Umpleby III) — главный исполнительный директор с 2017 года и председатель совета директоров с 2018 года.

## Деятельность
Основные подразделения компании:
- Строительная промышленность (Construction Industries) — разработка, производство и продажа техники, используемой в строительстве, управлении лесным хозяйством и инфраструктурных проектах; продукция включает малые и средние самосвалы, тракторы и экскаваторы; оборот подразделения в 2018 году составил 23,2 млрд долларов, чистая прибыль — 4,2 млрд долларов, активы — 4,9 млрд долларов;
- Добывающая промышленность (Resource Industries) — разработка, производство и продажа техники, используемой при добыче полезных ископаемых; продукция включает большие самосвалы, тракторы, бурильные установки и тоннелепроходческие комплексы; оборот составил $10,3 млрд, чистая прибыль — $1,6 млрд, активы — $6,4 млрд;
- Энергетика и транспорт (Energy & Transportation) — разработка, производство и продажа турбин, поршневых двигателей, дизель-электрических локомотивов и другого оборудования для железнодорожного транспорта, нефте- и газодобывающей промышленности и электростанций; оборот составил $22,8 млрд, чистая прибыль — $3,9 млрд, активы — $8,4 млрд;
- Финансовые услуги (Financial Products) — кредитование и страхование покупателей и дилеров; оборот составил $3,3 млрд, чистая прибыль — $505 млн, активы — $36 млрд;
- Прочее (Other) — производство комплектующих: фильтров, шин, смазочных материалов и тому подобного.

В 2018 году оборот компании в основных регионах деятельности составил:
- Северная Америка — $25,6 млрд;
- Азиатско-тихоокеанский регион — $12,5 млрд;
- Европа, Африка, Ближний Восток и СНГ — $11,9 млрд;
- Латинская Америка — $4,7 млрд.

У компании имеются производственные мощности в США, Австралии, Бразилии, Великобритании, Венгрии, Германии, Индии, Индонезии, Италии, КНР, Мексике, Нидерландах, Польше, России (Тосно и Новосибирск), Сингапуре, Таиланде, Франции, Чехии, Швеции, Японии.
Продукция компании продаётся под торговыми марками Caterpillar, CAT, EMD, FG Wilson, MaK, MWM, Perkins, Progress Rail, SEM и Solar Turbines.
| Год                    | 2001  | 2002  | 2003  | 2004  | 2005  | 2006  | 2007  | 2008  | 2009  | 2010  | 2011  | 2012  | 2013  | 2014  | 2015  | 2016   | 2017  | 2018  |
| ---------------------- | ----- | ----- | ----- | ----- | ----- | ----- | ----- | ----- | ----- | ----- | ----- | ----- | ----- | ----- | ----- | ------ | ----- | ----- |
| Оборот                 | 20,51 | 20,19 | 22,81 | 30,31 | 36,34 | 41,52 | 44,96 | 51,32 | 32,37 | 42,59 | 60,14 | 65,88 | 55,66 | 55,18 | 47,01 | 38,54  | 45,46 | 54,72 |
| Чистая прибыль         | 0,805 | 0,798 | 1,099 | 2,035 | 2,854 | 3,537 | 3,541 | 3,557 | 0,895 | 2,700 | 4,928 | 5,397 | 6,556 | 2,452 | 2,512 | -0,067 | 0,754 | 6,147 |
| Активы                 | 30,49 | 32,71 | 36,71 | 43,10 | 47,07 | 51,45 | 56,13 | 67,78 | 60,04 | 64,02 | 81,22 | 88,83 | 84,76 | 84,50 | 78,34 | 74,70  | 76,96 | 78,51 |
| Сотрудников, тыс. чел. | 70,68 | 70,97 | 67,83 | 73,03 | 81,67 | 90,16 | 97,44 | 106,5 | 99,36 | 98,50 | 113,6 | 127,8 | 122,5 | 115,6 | 110,8 | 99,50  | 96,0  | 101,5 |

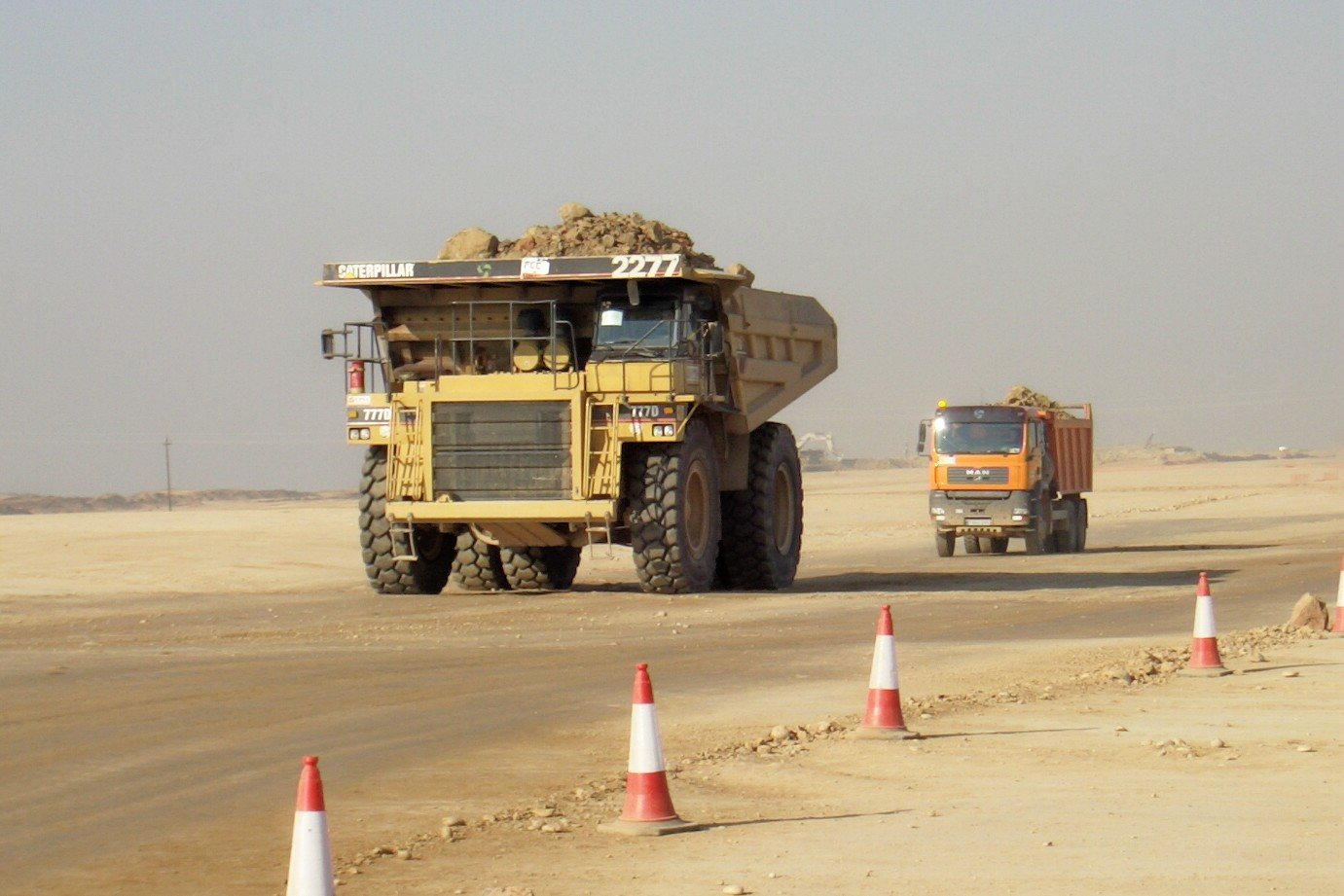
Caterpillar 777D[англ.]
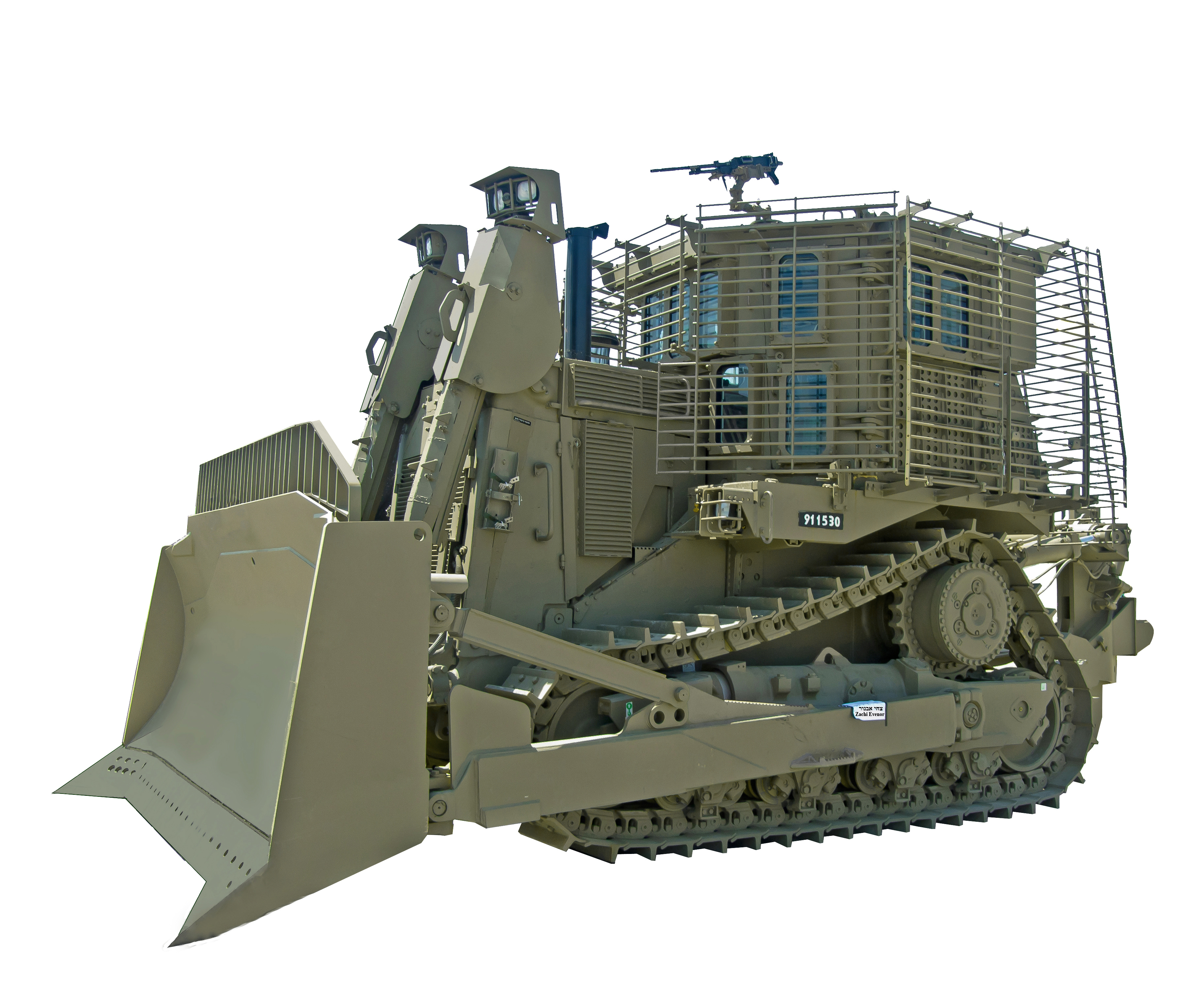
Бронированный бульдозер Caterpillar D9R, используемый Армией обороны Израиля
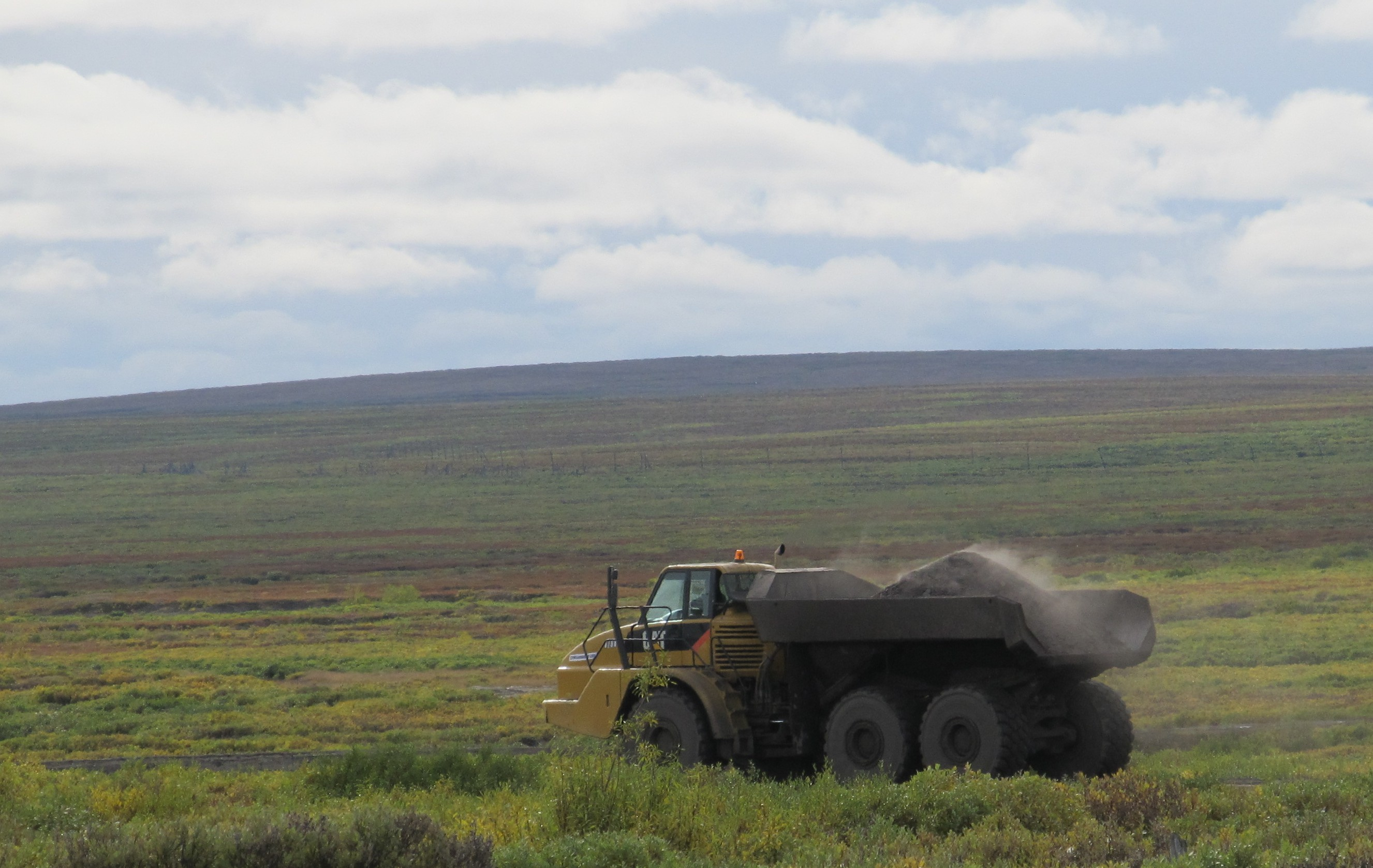
Шарнирно-сочленённый самосвал фирмы Caterpillar около Хальмер-Ю

### Производство в России
В 1997 году компания начала строительство собственного сборочного завода в России, в городе Тосно Ленинградской области. В 2000 году завод был запущен. На 2019 год предприятие выпускает большегрузные самосвалы Cat773Е и Cat777E, гидравлические экскаваторы 320D (21 т) и 336D (36 т), а также компоненты для машин и оборудования, которые экспортируются на заводы компании в Европе.
На 2019 год инвестиции превысили 100 млн USD. Завод занимает площадь в 24 га, производственная площадь 25 тыс. м2. Мощность завода — 20 000 тонн металлоконструкций, 1600 экскаваторов и 300 карьерных самосвалов в год.
В 2010 году Катерпиллар создал вторую производственную площадку в России — в Новосибирске. Это предприятие выпускает кузовы для карьерных самосвалов, производимых в Тосно.
10 марта 2022 года компания приостановила свою деятельность в России. Представители компании заявили о трудностях с продолжением производства в России в связи с нарушением поставок комплектующих и санкциями. О прекращении экспорта в Россию заявили и другие крупные производители техники и оборудования — Komatsu, Hitachi и JCB.
Позднее, компания возобновила экспорт продукции в Россию через третьи страны, а сам завод был продан.

## Продукция

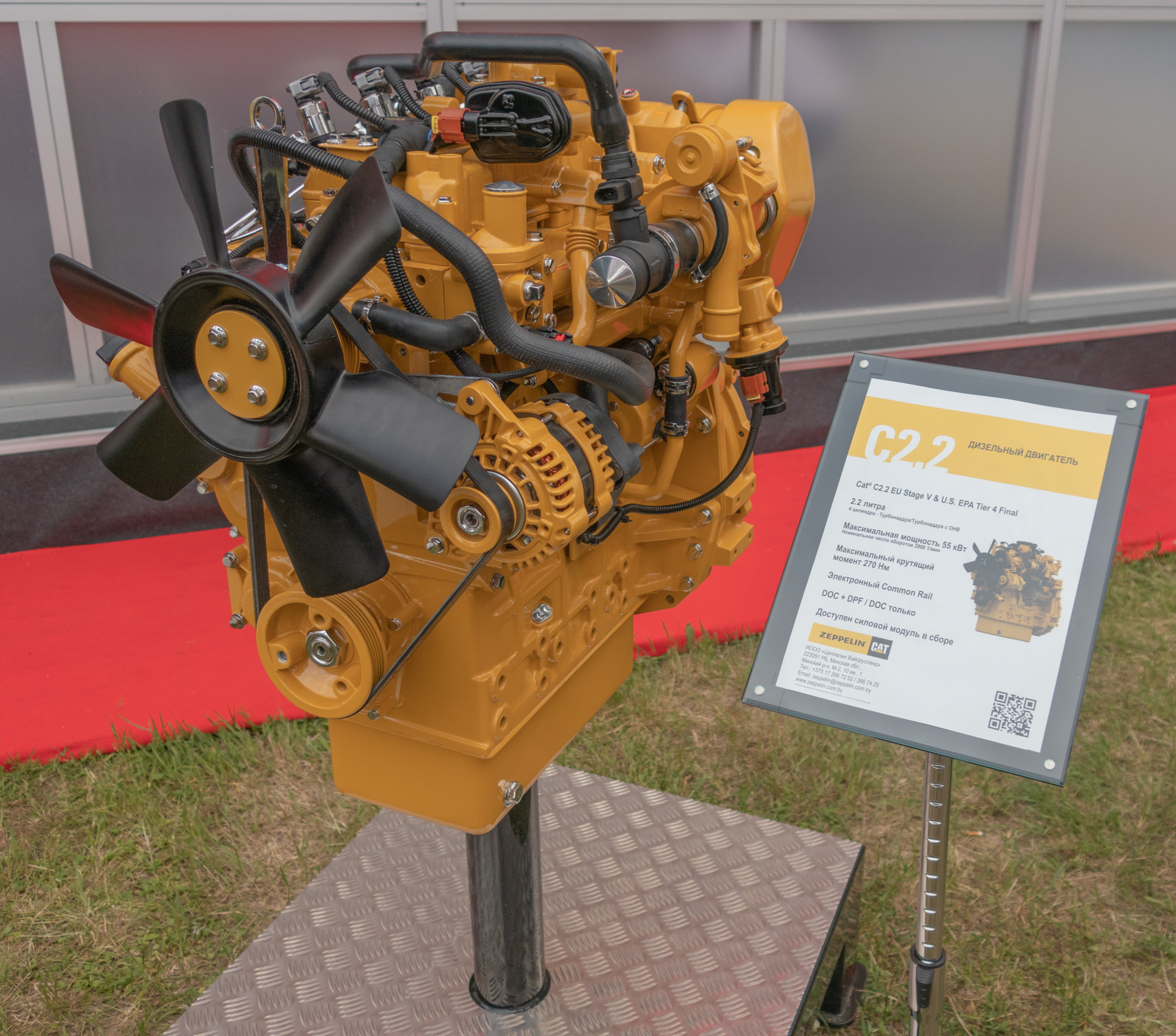
Дизельный двигатель Caterpillar C2.2

### Экскаваторы
Колёсные экскаваторы CATERPILLAR моделей: 205; 211 LC; 213 LC; 215; 219; 225; 229; 231D; 231D LC; 235; 245; 307; 311; 312; 313B CR; 315; 317; 318; 319C; 320; 321B LCR; 322; 323D; 324D L; 325; 328D LCR; 329D L ME; 330; 336D LN; 345B; 350; 350L; 365B; 385B ME; E110B; E120B; E200B; E300; EL110B; EL200B; EL240; EL240B; EL240BL; EL240C; EL300; EL300B.
Модельный ряд располагает полным ассортиментом данного вида техники:
- Гидравлические, от миниэкскаваторов массой меньше тонны, средних и тяжёлых, до самого большого в мире гидравлического экскаватора 6090 FS, массой 980 тонн и объёмом ковша до 52 кубометров.
- Электрические тросовые экскаваторы «Прямая лопата» с ковшом 6,9 — 61,2 кубометра.
- Драглайны с ковшами 32 — 132,5 кубометра.

### Бульдозеры
Бульдозеры Caterpillar моделей: D3K2, D4K2, D5K2, D5K XL, D5R2, D6K, D6N LGP, D6N XL, D6R LGP, D6R2, D7R, D8R, D8T D9R, D9T, D10T2, D10T, D11T. Флагманами среди бульдозеров являются модели Caterpillar D11T/Caterpillar D11T CD весом более 100 тонн каждый и мощностью двигателя 677 кВт (908 л. с.). Для бульдозеров Caterpillar D11T/Caterpillar D11T CD разработан дизельный двигатель Cat C32 с технологией ACERT, отличающийся небольшим расходом горючего и высоким КПД. Конструкция агрегата обеспечивает соответствие стандарту Tier 4 Final.

### Прочая продукция
Компания Caterpillar непосредственно не занимается производством и распространением товаров народного потребления под брендами «CAT» и «Caterpillar», таких как обувь, одежда, головные уборы, часы, аксессуары, мобильные телефоны и смартфоны, и прочих. Этой деятельностью занимаются сторонние компании, получающие от Caterpillar лицензию на использование торговых символов.
В списке крупнейших публичных компаний мира Forbes Global 2000 за 2016 год компания заняла 155-е место, в том числе 163-е по обороту, 295-е по чистой прибыли, 338-е по активам и 202-е по рыночной капитализации, а также 66-е место в списке самых дорогих брендов.

## Акционеры
Компанией выпущено 586 млн акций, из них 71,5 % принадлежит институциональным инвесторам, крупнейшими держателями акций на конец 2016 года являются:
- State Street Corporation — 9,1 %;
- The Vanguard Group — 6,4 %;
- State Farm Mutual Automobile Insurance Co — 3,6 %;
- Capital World Investors — 3,5 %;
- Capital Research Global Investors — 2,8 %;
- FMR LLC — 2,7 %;
- BlackRock Instititional Trust Company, N.A. — 2,6 %;
- Wellington Management Group LLP — 2,6 %;
- BlackRock Fund Advisors — 1,9 %;
- Bill & Melinda Gates Foundation Trust — 1,9 %;
- Harris Associates L P — 1,8 %;
- Invesco Ltd. — 1,8 %;
- Morgan Stanley — 1,5 %;
- The Bank of New York Mellon — 1,4 %;
- Franklin Resources, Inc. — 1,3 %.